# Éponine (Les Misérables)
Pour les articles homonymes, voir Éponine.
Éponine Thénardier est un des personnages du roman Les Misérables de Victor Hugo et c'est aussi l'un des plus complexes.

## Biographie du personnage

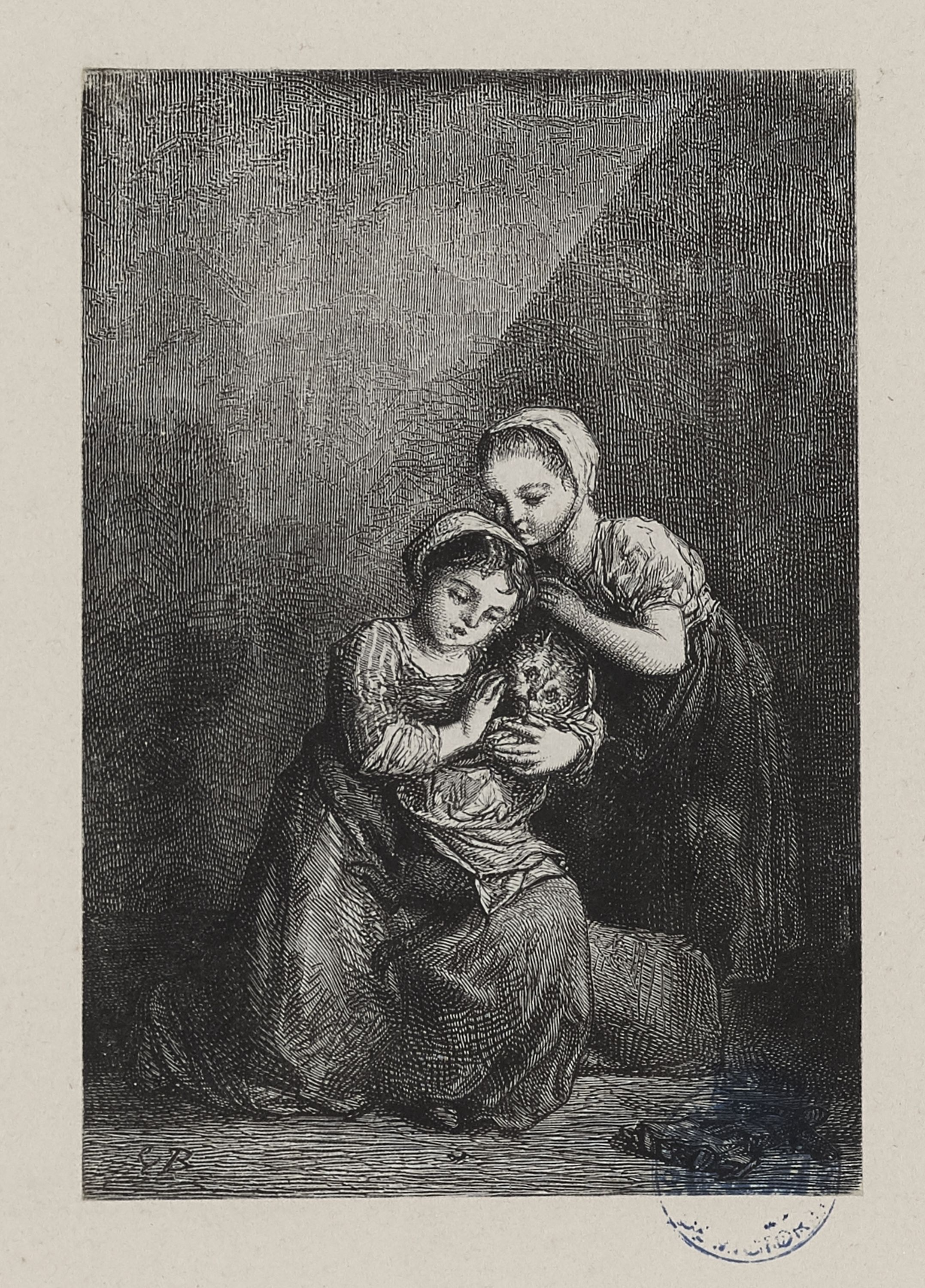
Éponine et sa sœur Azelma emmaillotent un chat à l'auberge des Thénardier.
Illustration de Gustave Brion, vers 1865.

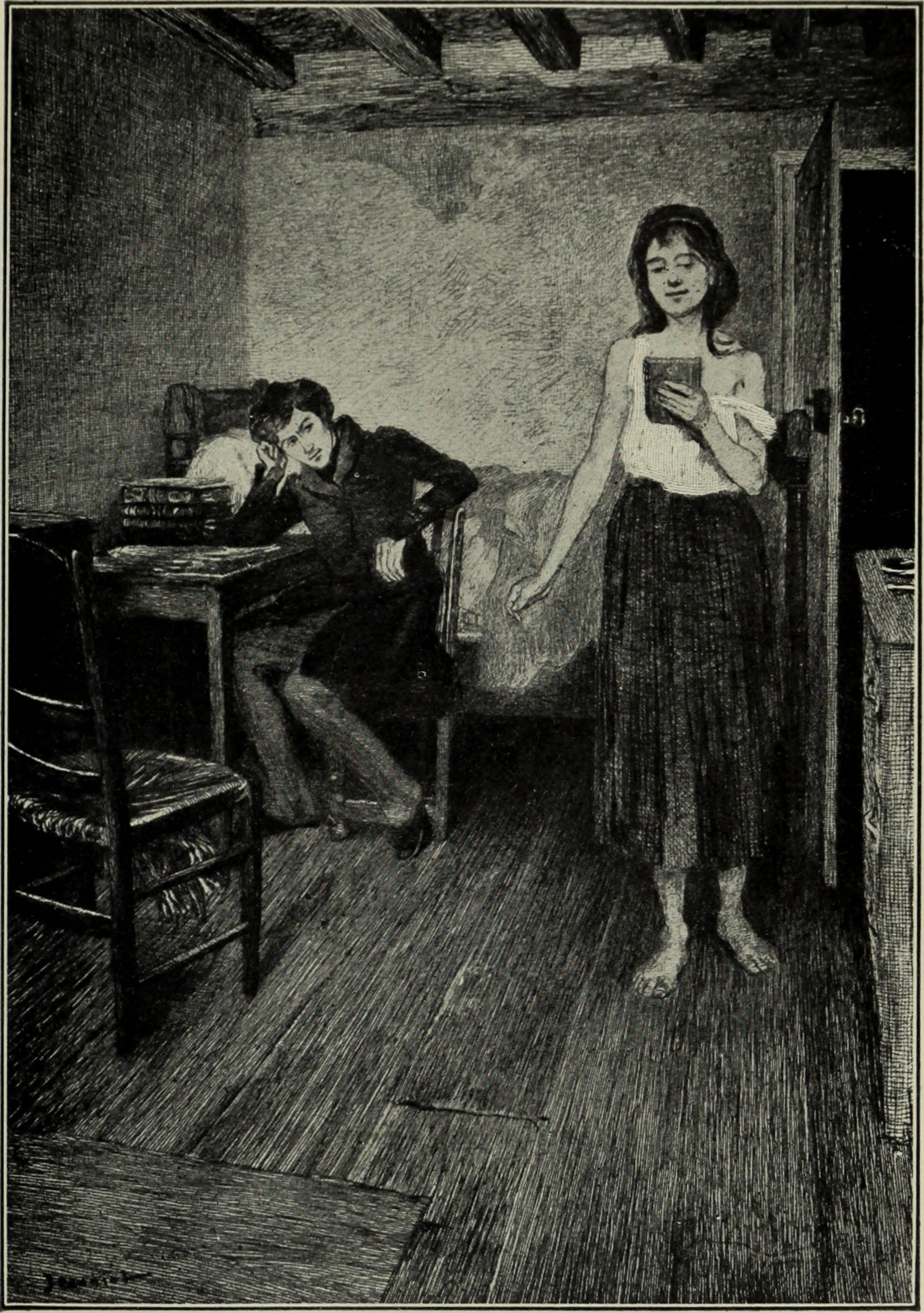
Irruption d'Éponine dans la chambre de Marius.
Illustration de Pierre Georges Jeanniot, 1890.

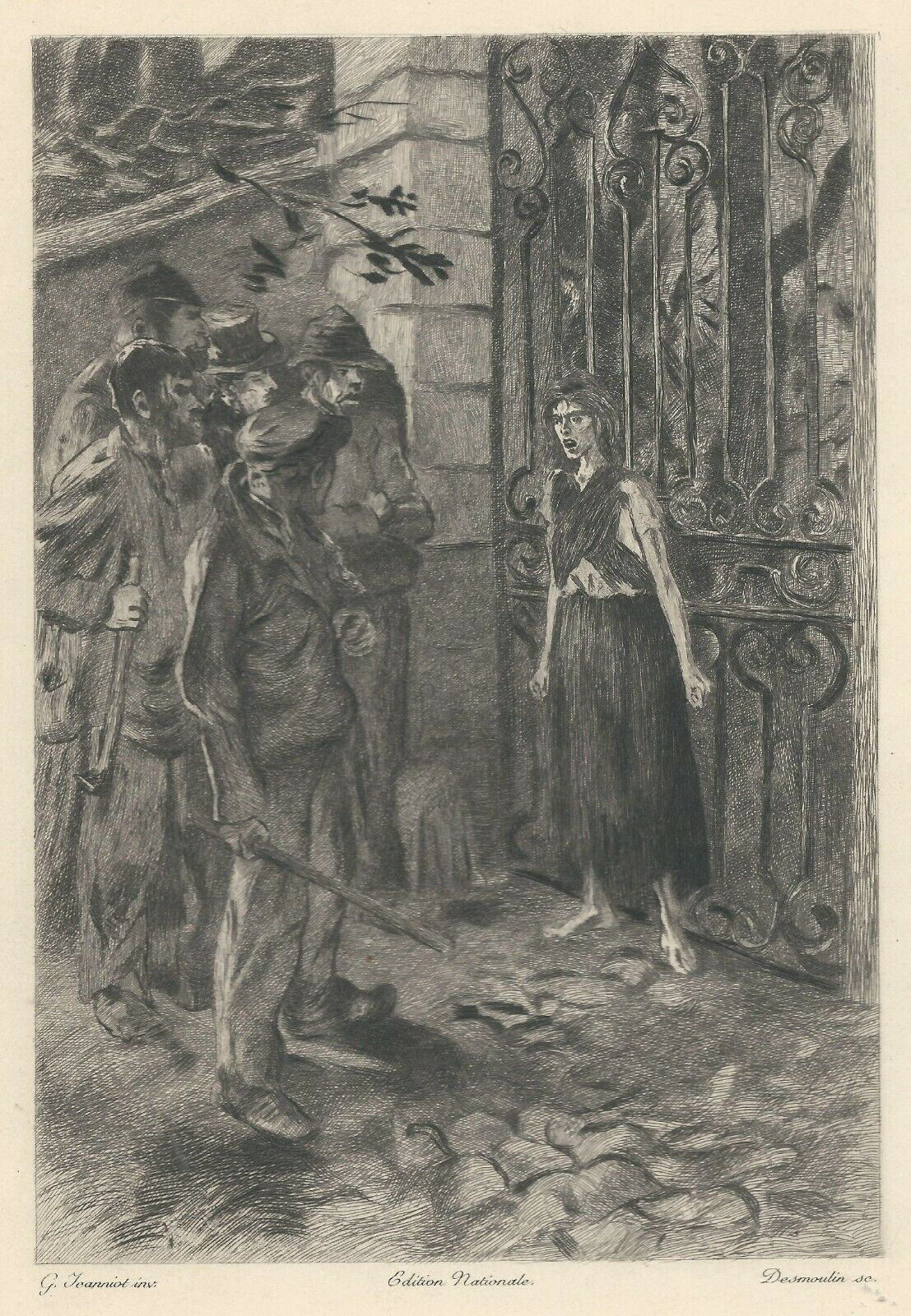
Éponine défie son père et la bande Patron-Minette.
Illustration de Pierre Georges Jeanniot, 1890.

Elle est l'aînée des enfants des Thénardier. Elle a le même âge que Cosette, toutes les deux sont nées vers la fin de l'année 1815. Éponine a une sœur, Azelma, sa cadette de deux ans et leur frère cadet est Gavroche, né au début de l'hiver 1820. Elle a deux frères encore plus jeunes dont elle semble ignorer l'existence tout comme Azelma et Gavroche, ces petits derniers ayant fait l'objet d'une sordide tractation de la part de leurs parents.
Elle tombe amoureuse de Marius qui est son voisin dans la misérable masure Gorbeau du boulevard de l'Hôpital à Paris où elle habite avec sa famille en 1832. Il ne l’a jamais remarquée jusqu’au jour où, envoyée par son père pour mendier, elle fait irruption dans sa chambre. Marius sera ébranlé par Éponine, portrait emblématique de la faim ou, plus précisément selon Hugo, celui de « la misère de l’enfant. » Ce qui nous vaut parmi les pages les plus poignantes du roman, celui de la dégradation de l’humain par la faim :

« Sans attendre qu’il lui dît d’avancer, elle entra. Elle entra résolument, regardant avec une sorte d’assurance qui serrait le cœur, toute la chambre et le lit défait. Elle avait les pieds nus. De larges trous à son jupon laissaient voir ses longues jambes et ses genoux maigres. Elle grelottait. […]
La jeune fille allait et venait dans la mansarde avec une audace de spectre. Elle se démenait sans se préoccuper de sa nudité. Par instants, sa chemise défaite et déchirée lui tombait presque à la ceinture. Elle remuait les chaises, elle dérangeait les objets de toilette posés sur la commode, elle touchait aux vêtements de Marius, elle furetait ce qu’il y avait dans les coins.
— Tiens, dit-elle, vous avez un miroir !
Et elle fredonnait, comme si elle eût été seule, des bribes de vaudeville, des refrains folâtres que sa voix gutturale et rauque faisaient lugubres. Sous cette hardiesse perçait je ne sais quoi de contraint, d’inquiet et d’humilié. L’effronterie est une honte.
Rien n’était plus morne que de la voir s’ébattre et pour ainsi dire voleter dans la chambre avec des mouvements d’oiseau que le jour effare, ou qui a l’aile cassée. On sentait bien qu’avec d’autres conditions d’éducation et de destinée, l’allure gaie et libre de cette jeune fille eût pu être quelque chose de doux et de charmant. Jamais parmi les animaux la créature née pour être une colombe ne se change en une orfraie. Cela ne se voit que parmi les hommes. »
Peu après, d'« un air égaré » qu'elle avait, elle poursuit avec son monologue d'être affamé :
« Savez-vous ce que cela fera si nous déjeunons aujourd'hui ? Cela fera que nous aurons eu notre déjeuner d'avant-hier, notre dîner d'avant-hier, notre déjeuner d'hier, notre dîner d'hier, tout ça en une fois, ce matin. Tiens, parbleu ! si vous n'êtes pas contents, crevez, chiens ! […]
Des fois je m’en vais le soir. Des fois je ne rentre pas. Avant d’être ici, l’autre hiver, nous demeurions sous les arches des ponts. On se serrait pour ne pas geler. Ma petite sœur pleurait. L’eau, comme c’est triste ! Quand je pensais me noyer, je disais : Non, c’est trop froid. Je vais toute seule quand je veux, je dors des fois dans les fossés. Savez-vous, la nuit, quand je marche sur le boulevard, je vois des arbres comme des fourches, je vois des maisons toutes noires grosses comme les tours de Notre-Dame, je me figure que les murs blancs sont la rivière, je me dis : Tiens, il y a de l’eau là ! Les étoiles sont comme des lampions d’illuminations, on dirait qu’elles fument et que le vent les éteint, je suis ahurie, comme si j’avais des chevaux qui me soufflent dans l’oreille ; quoique ce soit la nuit, j’entends des orgues de Barbarie et les mécaniques des filatures, est-ce que je sais, moi ? Je crois qu’on me jette des pierres, je me sauve sans savoir, tout tourne, tout tourne. Quand on n’a pas mangé, c’est très drôle. »

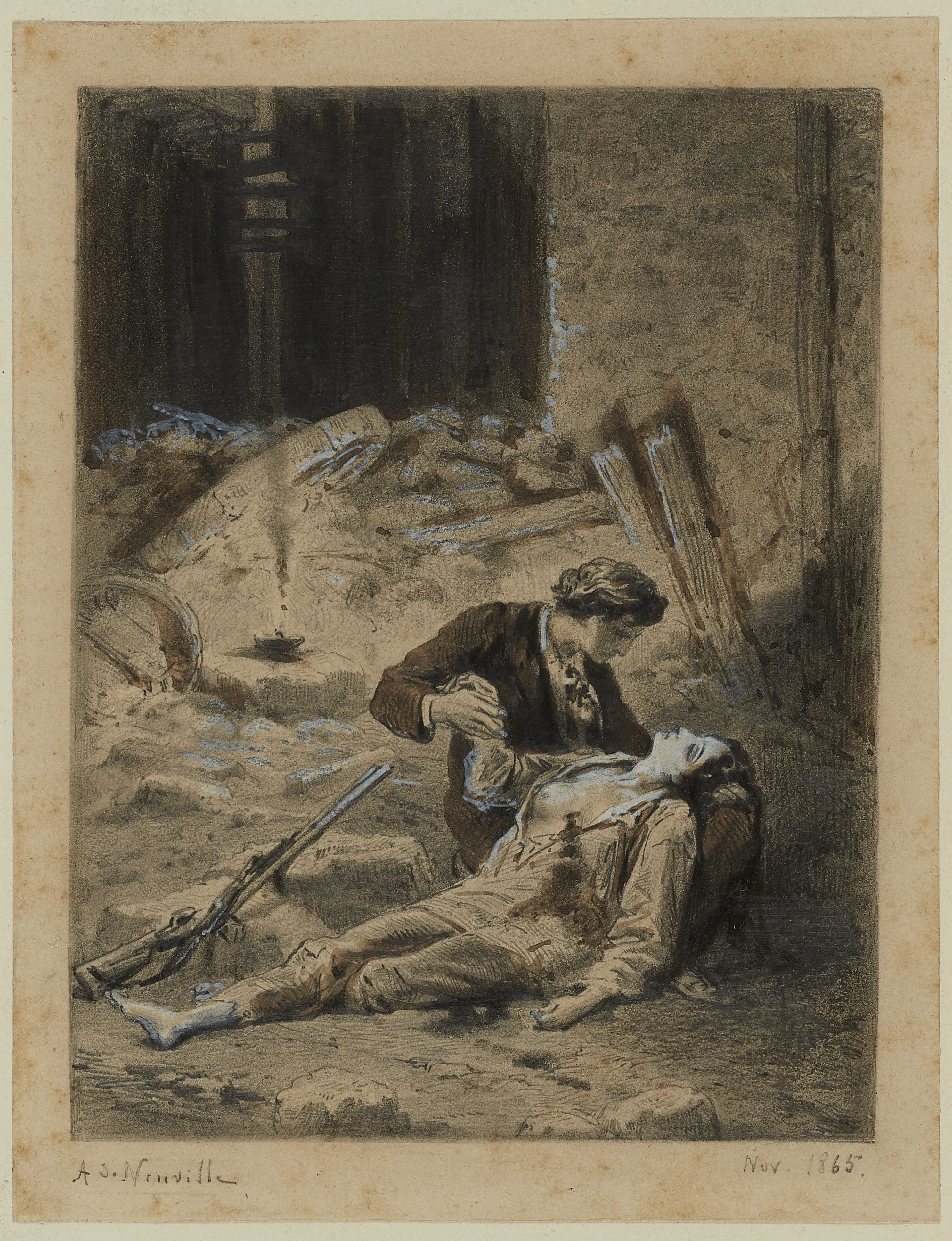
Mort d'Éponine dans les bras de Marius.
Dessin d'Alphonse de Neuville.

Mais Marius n'aimera jamais que Cosette. Partagée entre la jalousie et le désir de plaire à l'élu de son cœur, Éponine sera tentée d'éloigner les amoureux l'un de l'autre lorsque l'occasion se présentera après avoir pourtant facilité leur rencontre. Mais, même manipulée par son père, elle ira à plusieurs reprises jusqu'à défier Thénardier et la redoutable bande de Patron-Minette pour protéger Marius lorsque le bonheur de celui-ci sera menacé.
Finalement, incapable de voir Marius malheureux, elle n'hésitera pas, après l'avoir attiré puis suivi jusqu'à une barricade de l’insurrection du 5 juin 1832, à s'interposer entre lui et le soldat qui le visait pour mourir à sa place. Elle sera ainsi le premier instrument du bonheur de Marius en lui remettant la lettre de Cosette avant d'expirer sur la barricade de la rue de la Chanvrerie où Hugo a situé l'action (aujourd'hui rue Rambuteau, près du Forum des Halles).
Éponine est le personnage éponyme du livre deuxième du tome IV.

## Chansons d'Éponine

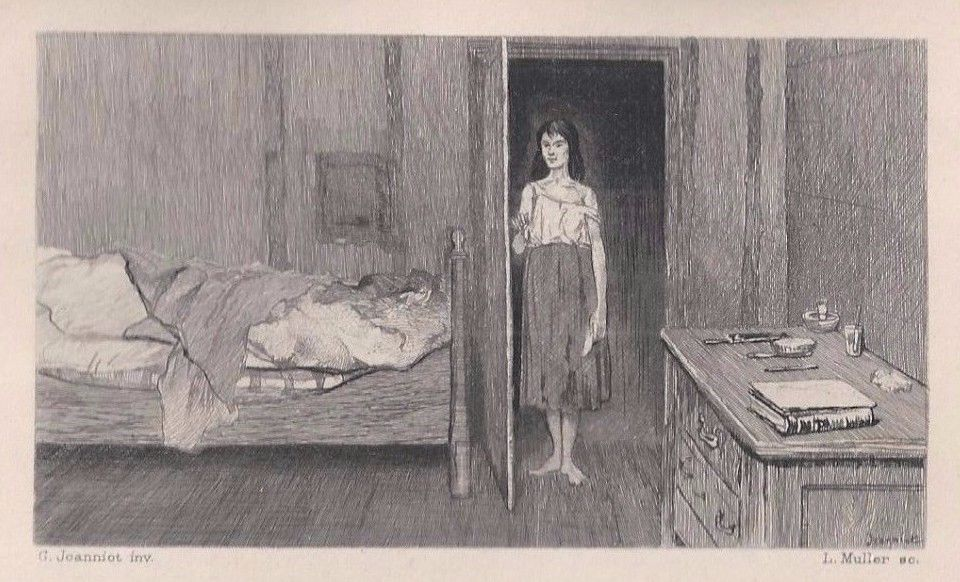
« Une rose dans la misère »
Chapitre 4 du Livre VIII. Le Mauvais Pauvre
Tome III. Marius
Illustration de Pierre Georges Jeanniot.

Comme son frère Gavroche, Éponine aime le spectacle et partage avec lui le goût des chansons. Si Gavroche chante « C'est la faute à Voltaire… », ses chants à elle sont moins téméraires :
Tome III. Marius — Livre VIII. Le Mauvais Pauvre — Chapitre 4. Une rose dans la misère.
J'ai faim, mon père,

Pas de fricot.

J'ai froid, ma mère.

Pas de tricot.

Grelotte,

Lolotte !

Sanglotte,

Jacquot !
Tome III. Marius — Livre VIII. Le Mauvais Pauvre — Chapitre 16. Où l’on retrouvera la chanson sur un air anglais à la mode en 1832.
Nos amours ont duré toute une semaine,

Mais que du bonheur les instants sont courts !

S'adorer huit jours, c'était bien la peine !

Le temps de l'amour devrait durer toujours !

Devrait durer toujours ! devrait durer toujours !
[…]
Vous me quittez pour aller à la gloire,

Mon triste cœur suivra partout vos pas.
Tome IV. L’Idylle rue Plumet et l’Épopée rue Saint-Denis — Livre VIII. Les Enchantements et les Désolations — Chapitre 4. Cab roule en anglais et jappe en argot.
Mon bras si dodu,

Ma jambe bien faite,

Et le temps perdu.

## Cinéma et audiovisuel
Éponine a été notamment incarnée au cinéma, à la télévision et à la radio par :
- Mistinguett, 1913, version d'Albert Capellani (France)
- Dorothy Bernard, 1917, version de Frank Lloyd (États-Unis)
- Suzanne Nivette, 1925, version d’Henri Fescourt (France)
- Orane Demazis, 1934, version de Raymond Bernard (France)
- Frances Drake, 1935, version de Richard Boleslawski (États-Unis)
- Margarita Cortés, 1943, version de Fernando A. Rivero (Mexique)
- Delia Orman, 1947, version de Riccardo Freda (Italie)
- Silvia Monfort, 1958, version de Jean-Paul Le Chanois (France)
- Elizabeth Counsell, 1967, version d'Alan Bridges (Royaume-Uni)
- Hermine Karagheuz, 1972, version TV de Marcel Bluwal (France)
- Maria Rojo, 1973, version de Antulio Jiménez Pons (Mexique)
- Candice Patou, 1982, version de Robert Hossein (France)
- Sylvie Koblizkova, 1998, version de Bille August (États-Unis)
- Asia Argento, 2000, version TV de Josée Dayan (France)
- Samantha Barks, 2012, version de Tom Hooper (Royaume-Uni)
- Florence Loiret Caille, 2013, feuilleton réalisé par François Christophe, France Culture (France)
- Erin Kellyman, 2018, série de Tom Shankland

## Comédie musicale
Dans la version française de la comédie musicale Les Misérables (voir cette page pour la distribution détaillée), le rôle d'Éponine est interprété par :
- Marianne Mille, Paris, 1980
- Stéphanie Martin, Paris, 1991
- Sandra Kim, Anvers, 1999
- Sophie Tremblay, Capitole de Québec, 2008
- Océane Demontis, Théâtre du Châtelet, 2024[3]